# Passiflora bracteosa
Passiflora bracteosa Planch. & Linden ex Triana & Planch. – gatunek rośliny z rodziny męczennicowatych (Passifloraceae Juss. ex Kunth in Humb.). Występuje naturalnie w Kolumbii oraz zachodniej Wenezueli. 

## Morfologia
PokrójZdrewniałe, trwałe, owłosione liany.
LiściePotrójnie klapowane, rozwarte lub ostrokątne u podstawy. Mają 5,3–11,5 cm długości oraz 6,5–15,6 cm szerokości. Ząbkowane, z tępym lub ostrym wierzchołkiem. Ogonek liściowy jest owłosiony i ma długość 13–42 mm. Przylistki są owalne, mają 10–18 mm długości.
KwiatyPojedyncze lub zebrane w pary. Działki kielicha są podłużnie owalne, różowawe, mają 2,5 cm długości. Płatki są owalne, białawe, mają 1,3 cm długości. Przykoronek ułożony jest w jednym rzędzie, fioletowy.
OwoceSą owalnego kształtu. Mają 0,7–0,8 cm długości i 0,5 cm średnicy.

## Biologia i ekologia
Występuje w lasach na wysokości 2300–3000 m n.p.m.